# Khabarovsk-United-Air-Flug 3949
Am 7. Dezember 1995 befand sich eine Tu-154 in Reiseflughöhe auf dem Inlandsflug Khabarovsk-United-Air-Flug 3949 zwischen Juschno-Sachalinsk und Chabarowsk. Das kurz nach 3 Uhr Ortszeit vom Radar verschwundene Flugzeug wurde erst nach elf Tagen gefunden. Alle 98 Insassen, 90 Passagiere, darunter 6 Kinder, und 8 Besatzungsmitglieder starben.

## Flugzeug
Das verunglückte Flugzeug war eine 19 Jahre alte Tupolew Tu-154B mit dem Luftfahrzeugkennzeichen RA-85164, die mit drei Triebwerken des Typs Kusnezow NK-8-2 ausgestattet war und 30.001 Flugstunden absolviert hatte. Zum Zeitpunkt der Zulassung lautete der erste Teil des Kennzeichen noch SSSR- (CCCP-), weil Russland damals noch Teil der Sowjetunion war. Nach dem Zerfall der Sowjetunion wurde jener Teil in RA- geändert. Das Flugzeug wurde während des Betriebs insgesamt 4 mal repariert, das letzte Mal am 23. September 1991. Die Startmasse lag im akzeptierten Rahmen und betrug 82,6 t, davon 15,1 t Treibstoff.

## Besatzung
Die Besatzung bestand aus dem Flugkapitän Wiktor Sumarokow, dem Ersten Offizier Stanislaw Rewidowitsch, dem Navigator Alexander Martynow und dem Funker Grigori Moros sowie vier Flugbegleitern.

## Verlauf
Das Flugzeug befand sich in einer Reiseflughöhe von, je nach Quelle, 10.600 m oder 9.600 m. Um 3 Uhr Ortszeit wurde zuletzt Funkkontakt mit der Flugsicherung aufgenommen. Kurz darauf verschwand das Flugzeug vom Radar. Es schlug 8 Minuten nach dem letzten Funkspruch bei Bo-Dschaussa um 03:08 Uhr mit einer Vertikalgeschwindigkeit von 1080 km/h und einer vertikalen Neigung von 70° auf.

## Ursache
Das in kleinste Teile zerborstene Flugzeug wurde erst am 18. Dezember 1995 von einem Mil Mi-8-Hubschrauber gefunden. Der Aufschlag hinterließ einen 2 m tiefen und 40 m großen Krater. Die meisten Trümmer waren nicht größer als 20 cm. Es gab keine Überlebenden unter den 98 Insassen. Auch konnten die Insassen nicht identifiziert werden. Die Ursache für den Absturz war eine absichtlich ungleichmäßige Verteilung des Treibstoffs in den Tragflächentanks. Mehr Treibstoff im rechten Tragflächentank sollte ein Linksrollen verhindern, weil die Maschine vorher die Tendenz dazu hatte. Doch 35 Minuten nach dem Start hielt der Autopilot den Horizontalflug nicht mehr; das Flugzeug rollte immer weiter nach rechts und geriet so in den Sturzflug.